# Pe urmele Panterei Roz
Pe urmele Panterei Roz (titlu original: Trail of the Pink Panther) este un film american de comedie din 1982 regizat de Blake Edwards, al șaptelea film din seria Pantera Roz. Rolurile principale au fost interpretate de actorii Peter Sellers, David Niven și David Niven.

## Prezentare
Când celebrul diamant este din nou furat de la Lugash, inspectorul Clouseau (Peter Sellers) este desemnat să investigheze cazul, în ciuda protestelor lui Dreyfus (Herbert Lom). Clouseau călătorește la Londra pentru a investiga identitatea lui Sir Charles Lytton. În drum spre aeroport, Clouseau provoacă accidental o explozie de mașină și crede că cineva încearcă să-l omoare. Prin urmare, în timpul zborului, Clouseau se deghizează pentru a-i înșela pe ucigași. Cu toate acestea, deghizarea lui duce la neînțelegeri între el și Scotland Yard.
Între timp, se știe că cineva va încerca de fapt să-l omoare pe Clouseau, așa că superiorii lui îi anulează călătoria la Lugash. Totuși, din greșeală, Clouseau primește în continuare ordin de la Dreyfus să intre pe teritoriul țării, unde dispare fără urmă...
Fermecatoarea jurnalistă Marie Jouvet (Joana Lumley) se ocupă de ancheta dispariției sale - ea începe să intervieveze pe toți cei cu care Clouseau a avut de-a face în ultimii câțiva ani, aflând despre copilăria inspectorului și participarea lui la Rezistența Franceză. Jouvet contactează mafia condusă de Bruno Langois (Robert Loggia). Langois îl avertizează pe Jouvet că căutarea inspectorului Clouseau trebuie oprită. Jouvet îl informează pe Dreyfus despre amenințările lui Langois, care o obligă pe fată să nu mai caute pe Clouseau. Cu toate acestea, Marie își dă seama că Clouseau este în viață și numai ea îl poate găsi!

## Distribuție
- Joanna Lumley - Marie Jouvet
- Herbert Lom - Chief Insp. Charles Dreyfus
- David Niven - Sir Charles Litton (vocea: Rich Little)
- Richard Mulligan - Monsieur Clouseau
- Burt Kwouk - Cato Fong
- Capucine - Lady Simone Litton
- Robert Loggia - Bruno Langois
- André Maranne - François
- Graham Stark - Hercule Lajoy
- Ronald Fraser - Dr Longet
- Colin Blakely - Alec Drummond
- Peter Arne - Col. Bufoni
- Harold Kasket - President of Lugash
- Daniel Peacock - Clouseau age 18
- Lucca Mezzofanti - Clouseau age 8
- Denise Crosby - Denise, Bruno's moll